# Anita Garibaldi
Ana Maria de Jesus Ribeiro di Garibaldi, thường được gọi bằng tên Anita Garibaldi hoặc Ana Maria de Jesusito Ribeiro (30 tháng 8 năm 1821 – 4 tháng 8 năm 1849) là một phụ nữ Brasil, vợ và bạn đồng chí của nhà cách mạng người Ý Giuseppe Garibaldi. Mối quan hệ của họ phản ánh tinh thần thời đại thế kỷ 19, chủ nghĩa lãng mạn và chủ nghĩa tự do cách mạng.